# ノルドール
ノルドール（Noldor、あるいはÑoldor、単数形：ノルド、Noldo）は、J・R・R・トールキンの『指輪物語』、『シルマリルの物語』などに登場する架空の種族。ヴァラールの呼び出しに応え、フィンウェに率いられて旅立ったエルフ（クウェンディ）。 エルダールの第二陣。アヴァリとなったものをのぞき、その全員がアマンへと渡った。地のエルフ（Deep-elves）とも呼ばれる。多くは黒髪をもつ。ヴァンヤール、ファルマリとともに、カラクウェンディに含まれる。また、ヴァンヤール、テレリとともに、エルダールに含まれる。

## 解説
ノルドールとはクウェンヤで「博識」を意味する。手の技を愛し、アウレから多くを学んだ。アウレもまたかれらをもっとも愛した。かれらの知識への渇望は激しく、ヴァリノールを広く旅した。
メルコール（モルゴス）は、フィンウェの息子フェアノールが作り出した宝玉シルマリルを奪い、中つ国へと逃げていった。フェアノールとその七人の息子たちは、「なにものであろうと、シルマリルを奪うものは許さない」との誓言（フェアノールの誓言）をし、ヴァラールの制止を振り切って多くのノルドールを率いてモルゴスを追い、中つ国へと旅立つ。かれらはこの誓いに縛られ、多くの勲しをたて、多くの悲劇を生み出した。
フェアノールとかれの一党は、中つ国への道を急ぐあまりアルクウァロンデのテレリから力ずくで船を奪い、数多く殺した。この同族殺しのため、ヴァラールはフェアノール達のみならず中つ国へ向かった全てのノルドールに対して、アマンへの帰還を禁じた。これをマンドスの呪いという。
怒りの戦いのあとマンドスの呪いはとかれ、多くのノルドールはほかのエルダールとともにアマンへと渡っていった。中つ国に留まったエルダールも、指輪戦争でサウロンが滅びると、やはりアマンへと渡っていった。